# هلال سعيد المسماري
هلال سعيد المسماري (مواليد 24 مارس 1982) لاعب كرة قدم إماراتي يجيد اللعب في الدفاع.
لعب سابقاً لأندية الفجيرة والعين و النصر والإمارات و عاد إلى الفجيرة عام 2016 .

## روابط خارجية
- هلال سعيد المسماري على موقع Soccerway.com (الإنجليزية)